# Sabadell
Sabadell é um município e cidade da Espanha na comarca de Vallès Occidental, província de Barcelona, comunidade autónoma da Catalunha. Tem 37,53 km² de área e em 2021 tinha 216 204 habitantes (densidade: 5 760,8 hab./km²). É o quinto município mais populoso da Catalunha, perdendo apenas para Barcelona, Hospitalet de Llobregat, Badalona e Terrassa.

## História
A cidade é pioneira na Revolução Industrial Espanhola, por conta de suas indústrias têxteis, assim como Terrassa, cidade vizinha e "rival" na hierarquia local. No século XIX, chegou a ser apelidada de "Manchester catalã". Moinhos da época do início da Revolução ainda podem ser vistos, embora Sabadell seja, hoje, uma cidade predominante comercial e industrial, possuindo atividade agrícola escassa.

## Geografia

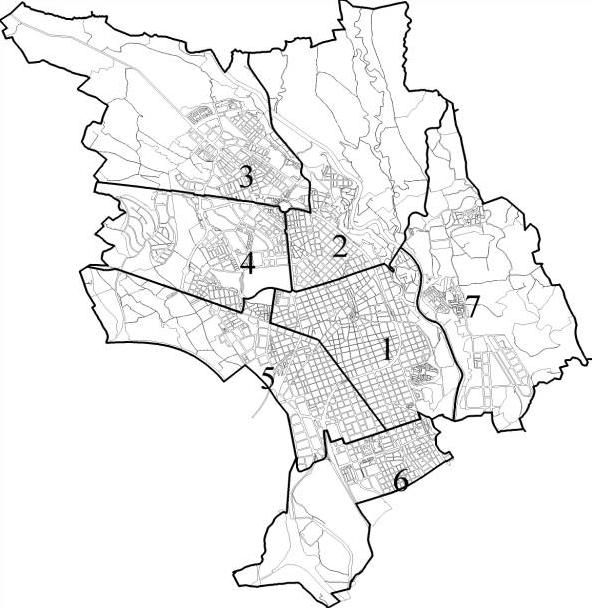
Mapa dos distritos de Sabadell.

Sabadell é dividida em sete distritos, ordenados por número. O Primeiro Distrito é a região mais populosa, em contrapartida, a área com menor população é o Sétimo Distrito.

## Demografia

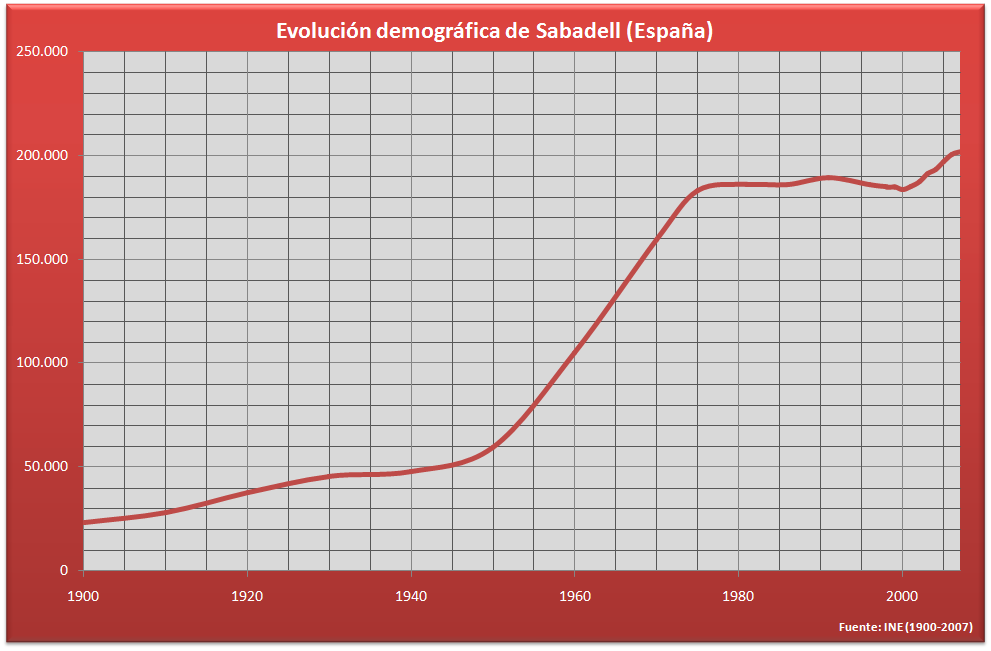
Evolucão demográfica de Sabadell entre 1996 e 2005

| 1996    | 1998    | 1999    | 2000    | 2001    | 2002    | 2003    | 2004    |
| 185 798 | 184 859 | 184 859 | 183 727 | 185 170 | 187 201 | 191 057 | 193 338 |
|         | 0,5%    | 0%      | 0,6%    | 0,8%    | 1,1%    | 2,1%    | 1,2%    |
| 2005    | 2006    | 2007    | 2008    | 2009    | 2010    | 2021    |         |
| 196 971 | 200 743 | 201 712 | 203 969 | 206 493 | 207 338 | 216 204 |         |
|         | 1,9%    | 0,5%    | 1,1%    | 1,2%    | 0,4%    | 4,3%    |         |

## Esportes
Nos Jogos Olímpicos de Verão de 1992, Sabadell foi escolhida como uma das sedes do futebol, que possui um representante na Terceira Divisão Espanhola: o CE Sabadell, que chegou a disputar 14 edições de La Liga, sendo a última participação em 1987/88.